# 赫尔辛基中央车站
赫尔辛基中央车站（芬蘭語：Helsingin päärautatieasema），为芬兰首都赫尔辛基市的一个火车站，为大赫尔辛基地区的交通枢纽，也是赫尔辛基的标志性建筑。赫尔辛基中央车站日均利用旅客达20万人，为芬兰最繁忙的交通枢纽。
车站建筑是由埃列尔·萨里宁设计的，并在1919年启用。2010年6月7日，原赫尔辛基车站（Helsingin rautatieasema - Helsingfors järnvägsstation）正式更名为赫尔辛基中央车站。2013年赫尔辛基中央车站被BBC评为世界最美的火车站之一。

## 流行文化
《牧場上的少女卡特莉》第34話之中登場。